# Magasin général (bande dessinée)
Pour les articles homonymes, voir Magasin général (homonymie).
Magasin Général est une série de bande dessinée réalisée conjointement par Régis Loisel et Jean-Louis Tripp dont le thème est de Régis Loisel et l'adaptation en français québécois est de Jimmy Beaulieu. Les auteurs décrivent la vie d'un petit village québécois de la fin des années 1920. La série a débuté dans les années 2000 avec une pré-publication, puis la sortie d'un premier album en 2006 avant de s'achèver en 2014 avec la parution du neuvième tome.

## Historique de la série
D'abord pré-publié en Belgique dans le journal Le Soir et en France dans le magazine BoDoï ,, le premier tome est publié le 17 mars 2006 par les éditions Casterman. La série s'achèvera en octobre 2014 avec la parution du neuvième et dernier album . Elle aura remporté un grand succès avec plus d'un million d'albums vendus.

## Résumé et personnages
La série Magasin Général décrit la petite vie tranquille de Notre-Dame-des-Lacs, un village de la campagne québécoise, dans les années 1920. 

### Résumé
Marie, jeune veuve, s'occupe du Magasin Général dont elle hérite à la mort de son époux. Elle doit se montrer forte pour arriver à tenir l'établissement tout en étant accablée par son chagrin. Au bout de quelque temps, elle découvre un mystérieux inconnu sur le bord de la route, Serge. Son motocycle étant paralysé par les premières chutes de neige, Marie décide de l'héberger dans une remise attenante à l'échoppe.

### Personnages
- Marie : Jeune veuve d'une quarantaine d'années, propriétaire du Magasin Général, elle est troublée par la présence de Serge.
- Serge : Homme énigmatique dissimulant de nombreux mystères, il a servi comme vétérinaire pendant la Grande Guerre. Il a vécu à Paris.
- Félix Ducharme : Époux défunt de Marie, il apparaît au sein des tomes en tant que voix off.

Autres personnages:
Notre-Dame-Des-Lacs:
Réjean Beauregard: Curé de la paroisse du village, il est arrivé récemment de Montréal. Durant la série, il s'interroge beaucoup sur sa mission et ses choix de vie.
Noël Poulin: Vieil homme, il possède le moulin à scie du village. Durant toute la série, il construira un bateau (inspiré d'un livre appelé "Le Bateau de Bouchon"). Athée et fier de l'être (il est d'ailleurs le seul de la communauté a ne jamais aller à l'église), il se liera néanmoins d'une grande amitié avec Réjean et le conseille souvent lorsque ce dernier doute.
Jacinthe Tremblay: Jeune fille amie de Marie, elle vit avec sa grand mère, Louise Laflamme. 
Gaëtan: fils du maire et simple d'esprit, il est jovial et sympathique. Marie le prend bien vite sous son aile.
Les sœurs Gladu: Personnages comiques récurrents, les trois sœurs Gladu : Rosa, Albertine et Jeannette sont les vieilles filles du village. Antipathiques et rabat joie, elles ne tolèrent aucun manquement aux traditions et chaque sursaut de modernité les met en colère contre leurs voisins. Malgré tout, elles connaissent, ainsi que tous les membres de Notre-Dame des Lacs, une évolution au cours des 9 tomes constituant le récit.

## Albums
| N° | Titre               | Année            | ISBN                     | Notes                       |
| -- | ------------------- | ---------------- | ------------------------ | --------------------------- |
| 1  | Marie               | mars 2006        | (ISBN 2-203-37011-4)     | 120 000 exemplaires vendus. |
| 2  | Serge               | octobre 2006     | (ISBN 2-203-37013-0)     | 110 000 exemplaires vendus. |
| 3  | Les Hommes          | octobre 2007     | (ISBN 978-2-203-34810-3) | 110 000 exemplaires vendus. |
| 4  | Confessions         | octobre 2008     | (ISBN 978-2-203-01691-0) | 110 000 exemplaires vendus. |
| 5  | Montréal            | novembre 2009    | (ISBN 978-2-2030-2463-2) | 110 000 exemplaires vendus. |
| 6  | Ernest Latulippe    | 9 novembre 2010  | (ISBN 978-2-203-02616-2) | 100 000 exemplaires vendus. |
| 7  | Charleston          | 9 novembre 2011  | (ISBN 978-2-203-03219-4) | 100 000 exemplaires vendus. |
| 8  | Les Femmes          | 21 novembre 2012 | (ISBN 978-2-203-04922-2) | 100 000 exemplaires vendus. |
| 9  | Notre-Dame-des-lacs | 15 octobre 2014  | (ISBN 978-2-203-06210-8) |                             |

## Technique
Cette série présente la particularité d'avoir été réalisée à quatre mains pour le dessin noir et blanc, Régis Loisel et Jean-Louis Tripp ayant décidé de combiner leurs styles (très différents, mais jugés complémentaires) pour donner naissance à un « auteur virtuel ». Chaque case est alors d'abord esquissée par Loisel, sous une forme proche du story board, avant d'être reprise par Tripp.
Au début de chaque album, une planche est présentée dans les deux étapes de sa conception, avant mise en couleur.

## Distinctions
Tome 1 : Marie  :
- Sélection officielle au Festival d'Angoulême 2007

Tome 5 : Montréal  :
- Sélection officielle au Festival d'Angoulême 2010

Tome 9 : Notre-Dame-des-Lacs  :
- Sélection officielle au Festival d'Angoulême 2015